# Список рыб Каспийского моря
Список рыб и круглоротых Каспийского моря содержит виды и подвиды круглоротых и рыб, обитающих в Каспийском море.
Список содержит 141 вид рыб, которые встречаются в водах Каспийского моря. Среди них 5 эндемиков (Sabanejewia caspia, Benthophilus ctenolepidus, Benthophilus ragimovi, Ponticola gorlap, Ponticola kessleri) и более 20 интродуцированных видов.

## Миноговые
- Caspiomyzon wagneri (Kessler, 1870) — каспийская минога — эндемик Каспийского моря. Анадромный вид, повсеместно встречающийся в море и уходящий на нерест в Волгу, Урал, Куру, Терек и реки Ирана. В Иране оценивается как близкий к уязвимому положению вид по критериям МСОП[1]. Занесён в Красную книгу РФ как сокращающийся в численности и/или распространении вид (категория 2)[2].

## Осетровые

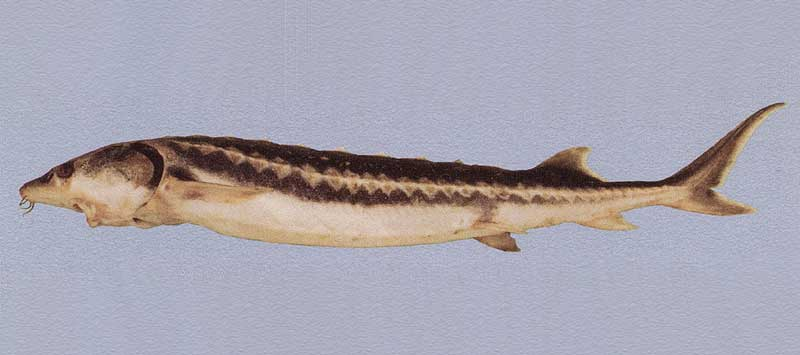
Персидский осётр

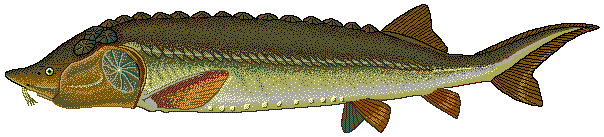
Белуга

- Acipenser baerii Brandt, 1869 — сибирский осётр — интродуцирован в Каспийское море, но не натурализировался в нём[3].
- Acipenser gueldenstaedtii Brandt & Ratzeburg, 1833 — русский осётр — анадромный вид, обитающий в море повсеместно до глубины 40—50 м, но наиболее многочислен в глубоководной части Северного Каспия. Нерестится в основном в Волге и Урале, в меньшей степени в Тереке. У русских осетров из Каспийского моря были обнаружены гаплотипы гена cyt b[англ.] сибирского осетра, что возможно объясняется гибридизацией этих видов[3].
- Acipenser nudiventris Lovetsky, 1828 — шип — проходной вид, ведущий «полуречной» образ жизни, при котором молодь задерживается в реках до 2—8 лет, а некоторые самцы созревают в реках. В Каспийском море держится преимущественно в средней и южной части, на севере редок. Нерестится в основном в Куре и Урале, реже в иранских реках и Волге[4]. Занесён в Красную книгу РФ как находящийся под угрозой исчезновения вид (категория 1)[5].
- Acipenser persicus Borodin, 1897 — персидский осётр — эндемик Каспийского моря, если считать колхидского осетра отдельным видом. Анадромный вид, обитающий в глубоководной части Северного и в Среднем и Южном Каспии. Нерестится в Куре и иранских реках[6].
- Acipenser ruthenus Linnaeus, 1758 — стерлядь — в Каспийском море изредка встречается в предустьевых пространствах с низкой солёностью и вдоль западного берега Среднего Каспия[7].
- Acipenser stellatus Pallas, 1771 — севрюга — анадромный вид, зимующий в Среднем и Южном Каспии на глубине 30—130 м. Нерестится  в реках от Урала до Сулака. Представлена северокаспийской и южнокаспийской формами, отличающимися темпами роста и созревания и плодовитостью[8].
- Huso huso (Linnaeus, 1758) — белуга — анадромный вид, встречающийся в море повсеместно на глубине 40—60 м (зимой до 180 м). Нерестится в Волге и Урале, но воспроизведение популяции в настоящее время происходит в основном за счёт искусственного разведения[9]. Некоторые авторы относят виды рода Huso к роду Acipenser, так как считают род Huso полифилетичным[10].

## Угрёвые

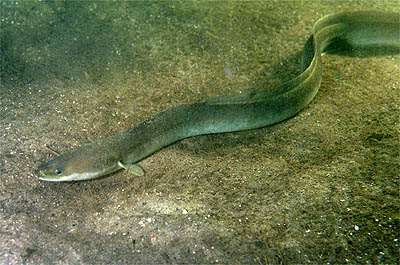
Речной угорь — Anguilla anguilla

- Anguilla anguilla (Linnaeus, 1758) — речной угорь — интродуцирован в Волжский бассейн, возможно проникает из бассейна Чёрного моря по Волго-Донскому каналу. Регистрировался в Азербайджане и Иране (преимущественно в Энзелийской лагуне и её каналах). Численность в Каспии незначительна[11].

## Сельдевые
- Alosa braschnikowi (Borodin, 1904) — бражниковская сельдь — выделяется несколько форм, которым обычно условно придают статус подвидов: A. b. agrachanica, A. b. autumnalis, A. b. braschnikowi, A. b. grimmi, A. b. kisselevitshi., A. b. nirchi, A. b. orientalis, A. b. sarensis. Солоноватоводный непроходной вид, эндемик Каспийского бассейна[12].
- Alosa caspia (Eichwald, 1838) — каспийский пузанок — выделяется несколько форм, которым придают статус подвидов, форм или разновидностей: A. c. caspia, A. c. knipowitschi, A. c. persica, A. c. salina. Эндемик Каспийского бассейна[13].
- Alosa curensis (Suvorov, 1907) — куринская сельдь — солоноватоводный непроходной вид с неясным таксономическим статусом. Эндемик Каспийского моря. Морфологически близок к Alosa braschnikowi[14].
- Alosa kessleri (Grimm, 1887) — черноспинка, или сельдь Кесслера — эндемик Каспийского бассейна. Проходной вид. На нерест заходит в Волгу и Урал. Ранее считался подвидом Alosa pontica[15].
- Alosa saposchnikowii (Grimm, 1885) — большеглазый пузанок — эндемик Каспийского бассейна. Предпочитает опреснённую воду, но никогда не заходит в реки[16].
- Alosa sphaerocephala (Berg, 1913) — аграханский пузанок, или круглоголовый пузанок — эндемик Каспийского бассейна[17].
- Alosa volgensis (Berg, 1913) — волжская сельдь — эндемик Каспийского бассейна. Проходной вид. На нерест заходит в Волгу, Урал и, единично, в пойменные озёра в низовьях Терека. Ранее считался подвидом Alosa pontica[18].
- Clupeonella caspia Svetovidov, 1941 — каспийская тюлька — ранее рассматривался как подвид черноморско-азовской тюльки. Эндемик Каспийского бассейна. Морской, редко полупроходной вид. На нерест может заходить в Волгу, Урал и Терек, но редко поднимается выше дельт. Держится холодных вод с температурой до 2,5°С[19].
- Clupeonella engrauliformis (Borodin, 1904) — анчоусовидная килька — эндемик Каспийского моря. Держится в водах с температурой не ниже 5°С и солёностью не ниже 8‰[20].
- Clupeonella grimmi Kessler, 1877 — большеглазая килька — эндемик Каспийского бассейна. Морской вид, обитающий на глубине более 20 м, в основном 70—250 м[20].

## Карповые

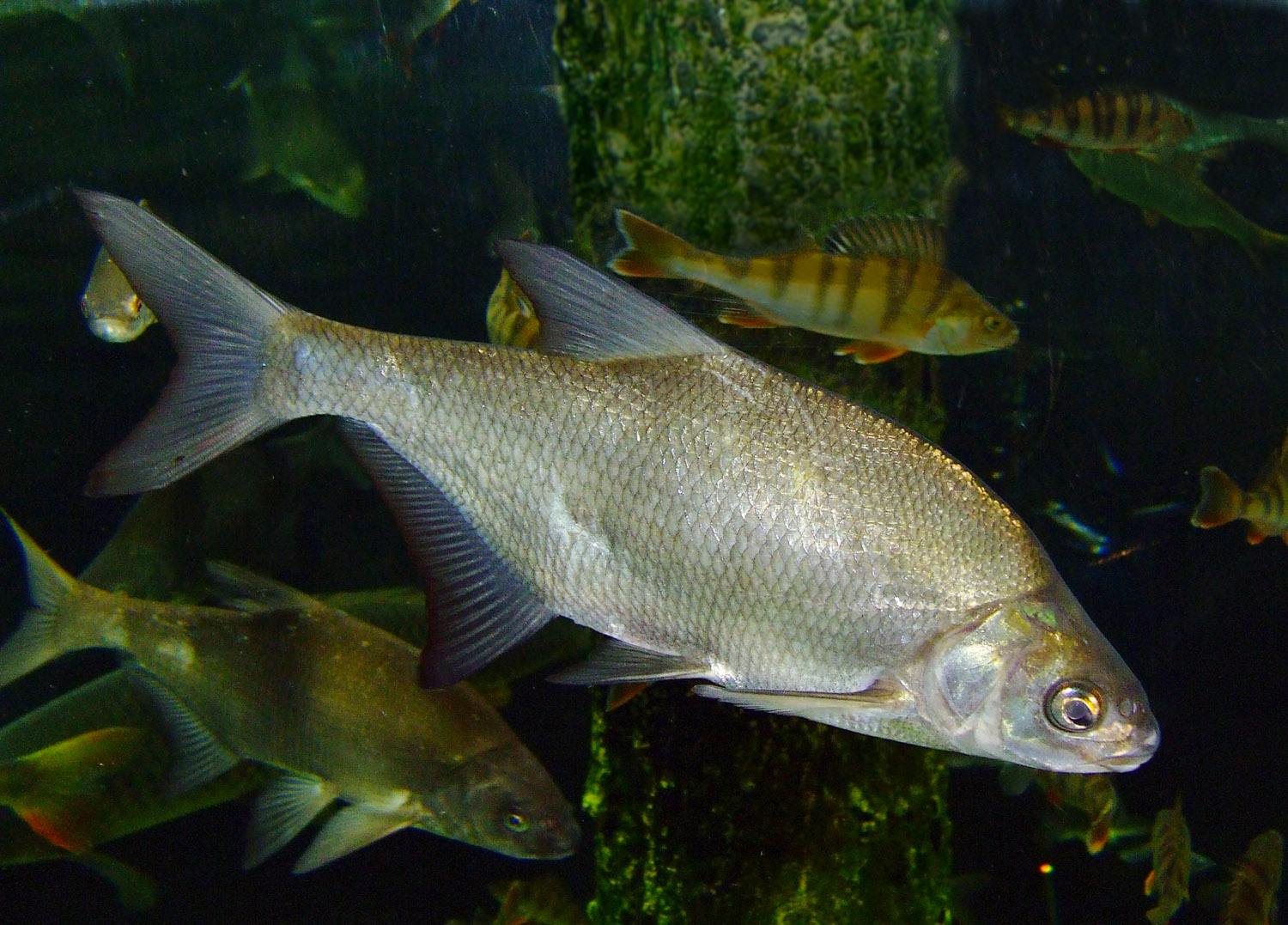
Лещ — Abramis brama

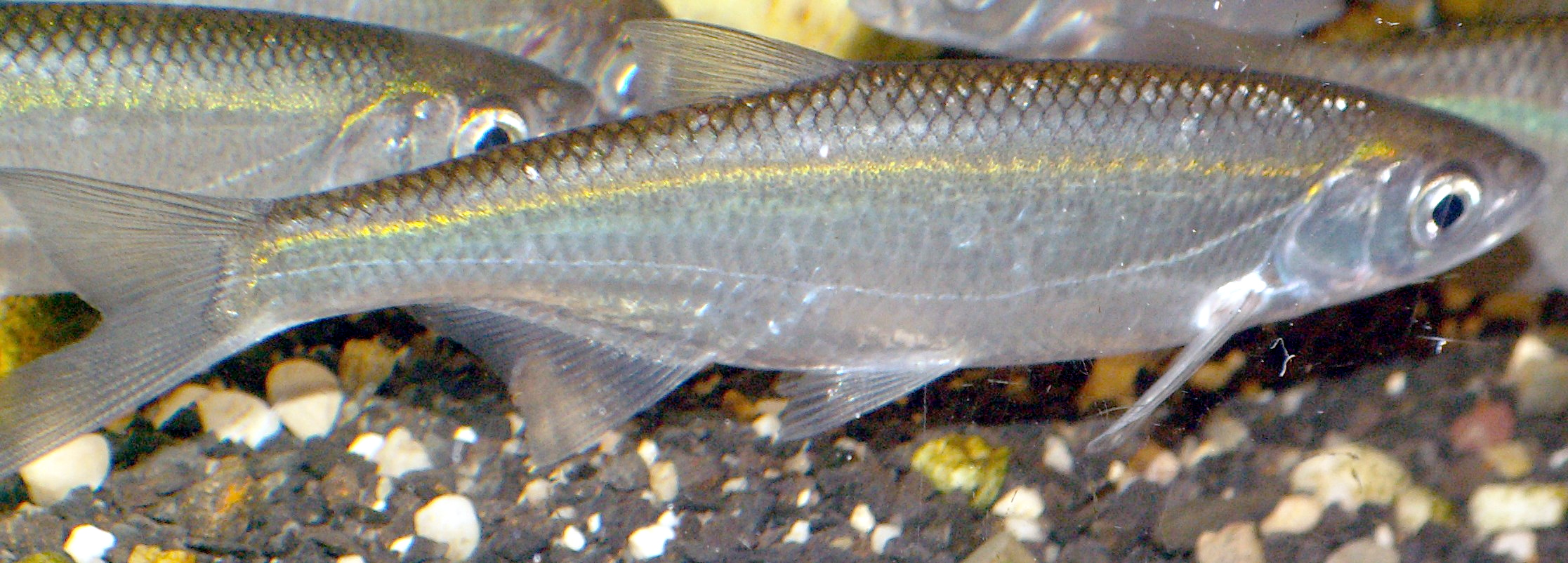
Уклейка — Alburnus alburnus

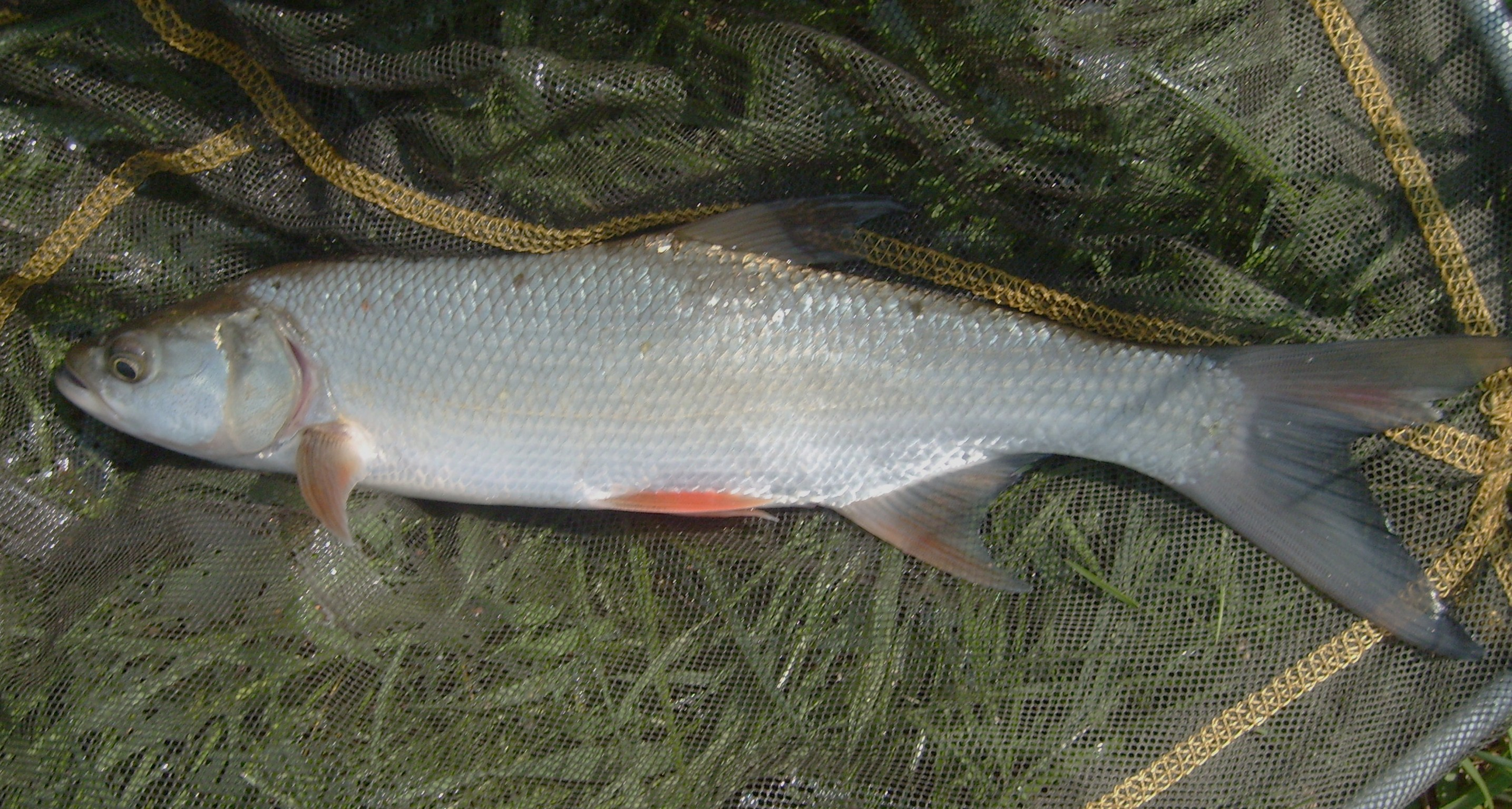
Жерех — Aspius aspius

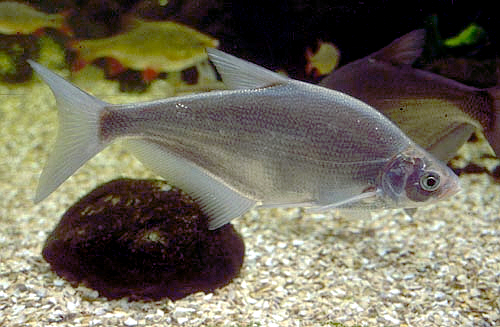
Синец — Ballerus ballerus

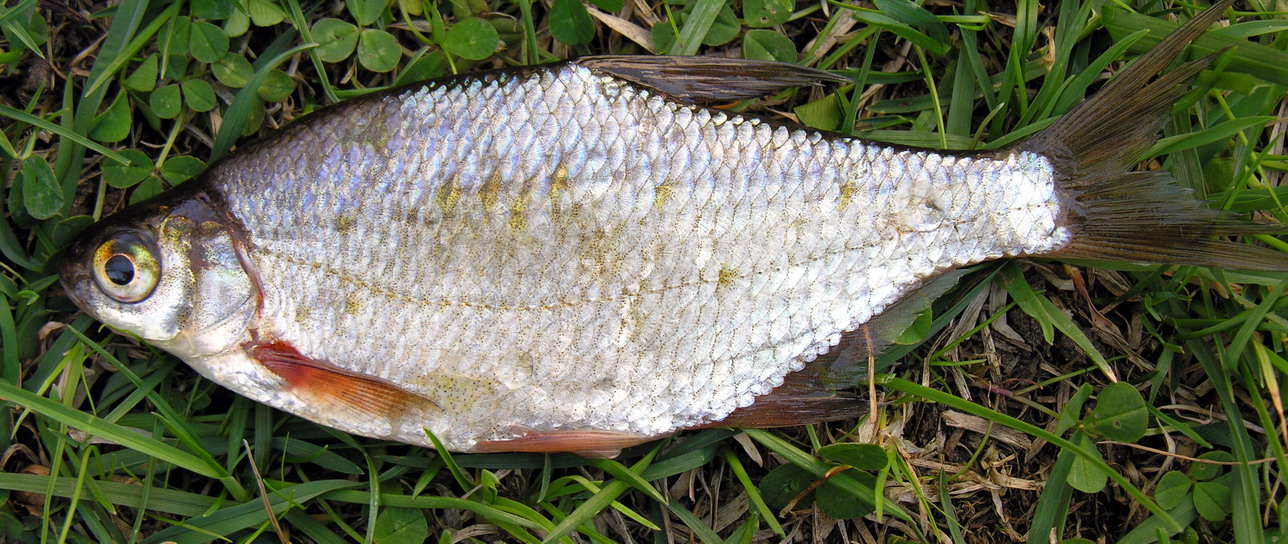
Густера — Blicca bjoerkna

- Abramis brama (Linnaeus, 1758) — лещ — в Каспийском море является полупроходной рыбой, держась в слабосолоноватых и пресных водах, например в Энзелийской лагуне и Горгане. На нерест заходит в Урал, Волгу, Терек, Куру, реки Ленкорани и иранского побережья до Атрека[21].
- Acanthalburnus microlepis — Чернобровка
- Alburnoides bipunctatus — Быстрянка
- Alburnus alburnus — Уклейка
- Alburnus chalcoides — Шемая
- Alburnus filippii
- Aspius aspius — Жерех
- Ballerus ballerus (Linnaeus, 1758) — синец — преимущественно пресноводный вид, но в Северном Каспии обитает малочисленная полупроходная популяция. В море встречается в водах до 7 м глубиной и солёностью до 4 ‰. На нерест заходит в Волгу и Урал[22].
- Ballerus sapa (Pallas, 1814) — белоглазка — встречается в опреснённой зоне Северного Каспия, где образует полупроходную форму, и вдоль западного и южного берега моря, где образует проходную форму. Южнокаспийская белоглазка иногда выделяется в качестве отдельного подвида Ballerus sapa bergi (Belyayev, 1929)[23].
- Barbus cyri De Filippi, 1865 — куринский усач — многие авторы считают вид синонимом или подвидом Barbus lacerta. Эндемик рек Каспийского бассейна (от Куры до Атрека), однако находки в море требуют подтверждения[24].
- Blicca bjoerkna (Linnaeus, 1758) — густера — пресноводная рыба, встречающаяся в Каспии в опреснённых зонах вблизи устьев рек. Популяции из низовий рек южного Каспия и Энзелийского залива выделяют в эндемичный подвид Blicca bjoerkna transcaucasica Berg, 1916[25].
- Capoeta capoeta capoeta
- Carassius carassius (Linnaeus, 1758) — золотой карась — пресноводный вид, встречающийся в нижнем течении Волги, Урала и Терека[26].
- Carassius gibelio (Bloch, 1782) — серебряный карась — пресноводный вид, интродуцированный в дельту Волги и низовья Терека[27].
- Chondrostoma cyri
- Chondrostoma oxyrhynchum
- Ctenopharyngodon idella — Белый амур
- Cyprinus carpio Linnaeus, 1758 — сазан — встречается в солоноватоводных участках моря на глубине от 4,5 до 10—30 м и солёностью 3,1-10,7 ‰. Выделяют две формы: полупроходную, обитающую в море перед устьями рек и заходящую на нерест в дельты, и туводную, обитающую в низовьях рек. Кроме аборигенного сазана, для Каспийского моря указывают и разводимого в рыбоводных хозяйствах амурского сазана[28].
- Hemiculter leucisculus (Basilewsky, 1855) — корейская востробрюшка — непреднамеренно интродуцирована в Энзелийскую лагуну, предположительно вместе с китайскими растительноядными рыбами из республик Центральной Азии или Румынии. Распространилась по ирригационным каналам вдоль побережья Ирана[29].
- Hypophthalmichthys molitrix — белый толстолобик — массово выпускался в дельты Волги, Урала, Куры и Терека вместе с пёстрым толстолобиком[30].
- Hypophthalmichthys nobilis (Richardson, 1845) — пёстрый толстолобик — массово выпускался в дельты Волги, Урала, Куры и Терека вместе с белым толстолобиком[31].
- Gobio volgensis Vasil’eva, Mendel, Vasil’ev, Lusk et Lusková, 2008 — волжский пескарь — пресноводный вид, обитающий в дельтах Волги и Урала. В самом море не отмечен[32].
- Leucalburnus satunini
- Leucaspius delineatus — Верховка
- Luciobarbus brachycephalus (Kessler, 1872) — короткоголовый усач — представлен эндемичным подвидом L. b. caspius  (Berg, 1914). Проходная рыба, обитающая в прибрежной зоне южного и западного Каспия и заходящая на нерест в Терек, Куру, Ленкоранчай, Сефид-Руд и Горган[33].
- Luciobarbus capito (Güldenstädt, 1773) — усач булат-маи — представлен номинативным подвидом, эндемичным для Каспийского бассейна. Обитает в южном и среднем Каспии. На нерест входит во все реки западного побережья от Терека до Куры и Ленкоранчая и во все реки иранского побережья до Атрека[34].
- Pelecus cultratus — Чехонь
- Pseudorasbora parva (Temminck & Schlegel, 1846) — амурский чебачок — интродуцирован в низовья Кумы и по всему побережью Ирана[35].
- Rhodeus caspius Esmaeili, Sayyadzadeh, Japoshvili, Eagderi, Abbasi & Mousavi-Sabet, 2020 — южнокаспийский горчак — речной вид. Изначально эндемик Каспийского бассейна, обитавший в средней и нижней Куре и реках южного Каспия от Ленкорани до Горгана, а также в Энзелийской лагуне[36]. Интродуцирован в бассейны Тигра и озера Урмия. Ранее рассматривался как Rhodeus sericeus amarus, но последующие морфологические и молекулярно-генетические исследования позволили описать его как отдельный вид. Иногда подсемейство Acheilognathinae, к которому относятся горчаки, выделяют в качестве отдельного семейства[37].
- Romanogobio albipinnatus (Lukasch, 1933) — белопёрый пескарь — пресноводный вид, эндемик Каспийского бассейна. В самом море не отмечен[38].
- Rutilus atropatenus — Ширванская плотва
- Rutilus frisii — Вырезуб
- Rutilus rutilus — Обыкновенная плотва
- Rutilus sojuchbulagi
- Scardinius erythrophthalmus — Краснопёрка
- Squalius cephalus — Голавль
- Tinca tinca — Линь
- Vimba vimba — Рыбец[39]

## Вьюновые
- Cobitis melanoleuca melanoleuca
- Cobitis satunini
- Cobitis sinensis

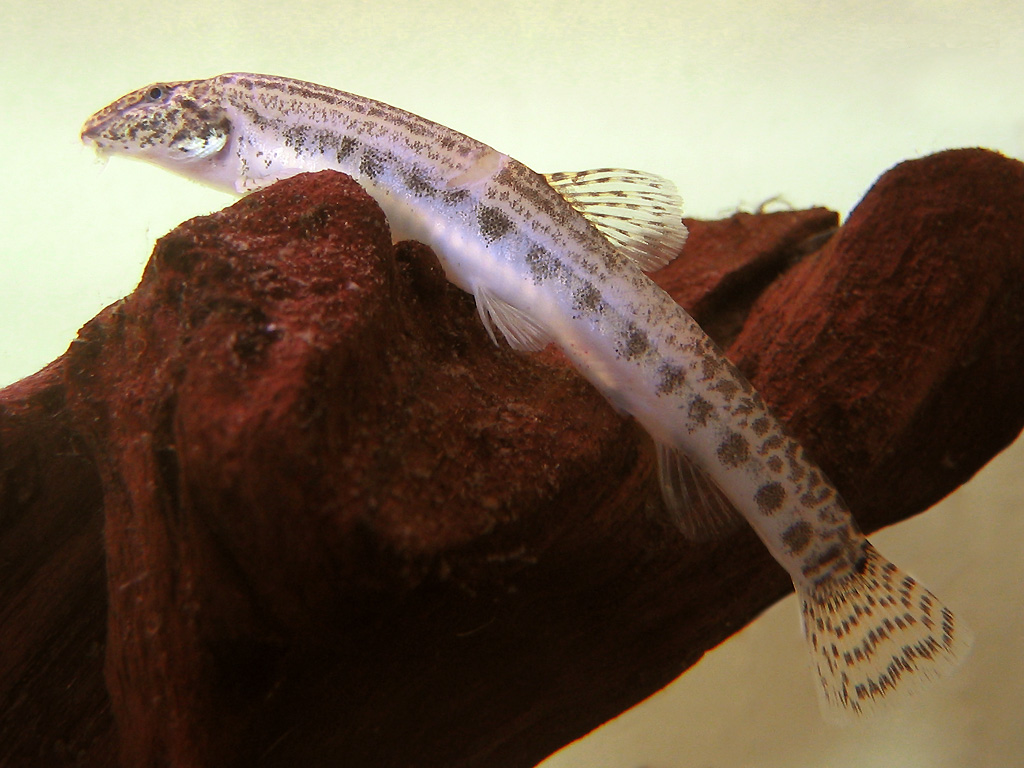
Щиповка обыкновенная — Cobitis taenia

- Cobitis taenia — Щиповка обыкновенная
- Misgurnus fossilis — Обыкновенный вьюн
- Sabanejewia aurata aurata
- Sabanejewia caspia
- Sabanejewia caucasica — Предкавказская щиповка

## Немахейловые
- Barbatula bergiana
- Barbatula brandtii
- Nemacheilus angorae
- Nemacheilus longicaudus
- Paracobitis malapterura
- Paracobitis rhadinaeus
- Schistura cristata

## Сомовые
- Silurus glanis — Обыкновенный сом

## Сиговые
- Stenodus leucichthys — Белорыбица

## Лососёвые

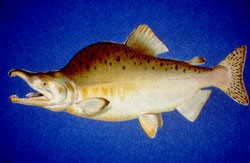
Горбуша — Oncorhynchus gorbuscha

- Oncorhynchus gorbuscha — Горбуша
- Oncorhynchus keta — Кета
- Oncorhynchus kisutch — Кижуч
- Oncorhynchus mykiss — Микижа
- Salmo caspius — Каспийский лосось[40]
- Salmo trutta fario
- Salmo trutta trutta

## Щуковые

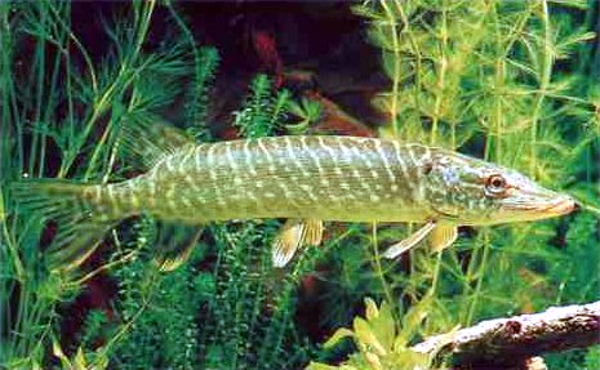
Щука обыкновенная — Esox lucius

- Esox lucius —Щука обыкновенная

## Налимовые

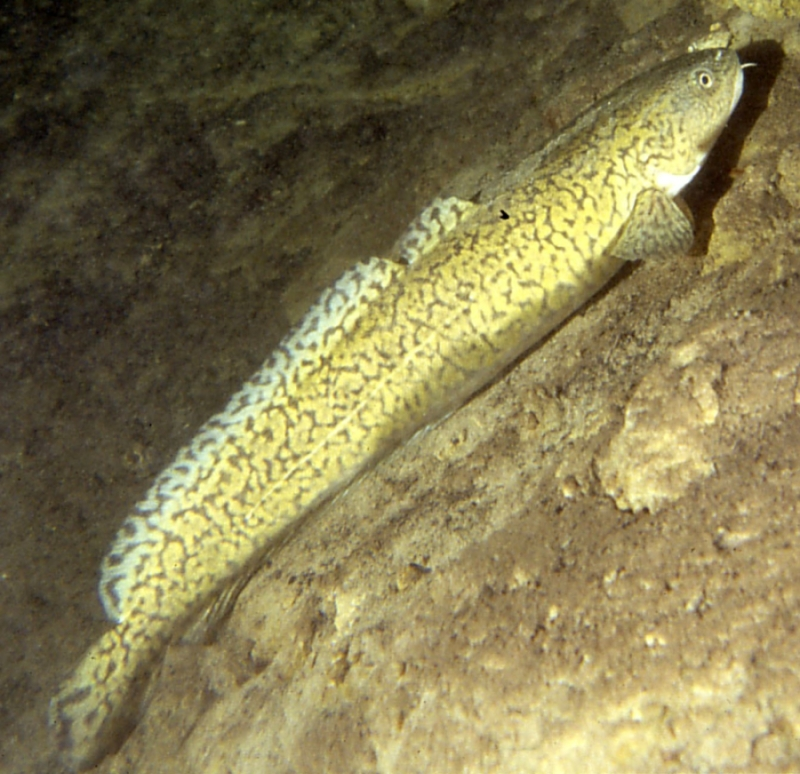
Налим — Lota lota

- Lota lota — Налим

## Кефалевые

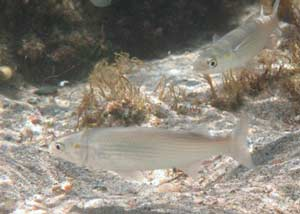
Сингиль — Liza aurata

- Chelon auratus — Сингиль
- Chelon saliens — Остронос
- Mugil cephalus — Лобан

## Атериновые

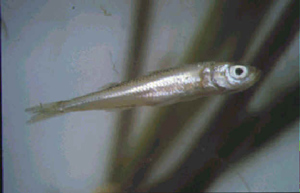
Южноевропейская атерина —Atherina boyeri

- Atherina boyeri — Южноевропейская атерина

## Пецилиевые
- Gambusia holbrooki — Гамбузия Хольбрука

## Колюшковые
- Gasterosteus aculeatus aculeatus
- Pungitius platygaster — Малая южная колюшка

## Игловые
- Syngnathus abaster — Итальянская рыба-игла

## Окуневые
- Gymnocephalus cernuus — Обыкновенный ёрш
- Perca fluviatilis — Речной окунь
- Sander lucioperca — Обыкновенный судак
- Sander marinus — Морской судак
- Sander volgensis — Волжский судак

## Бычковые
- Anatirostrum profundorum
- Asra turcomanus

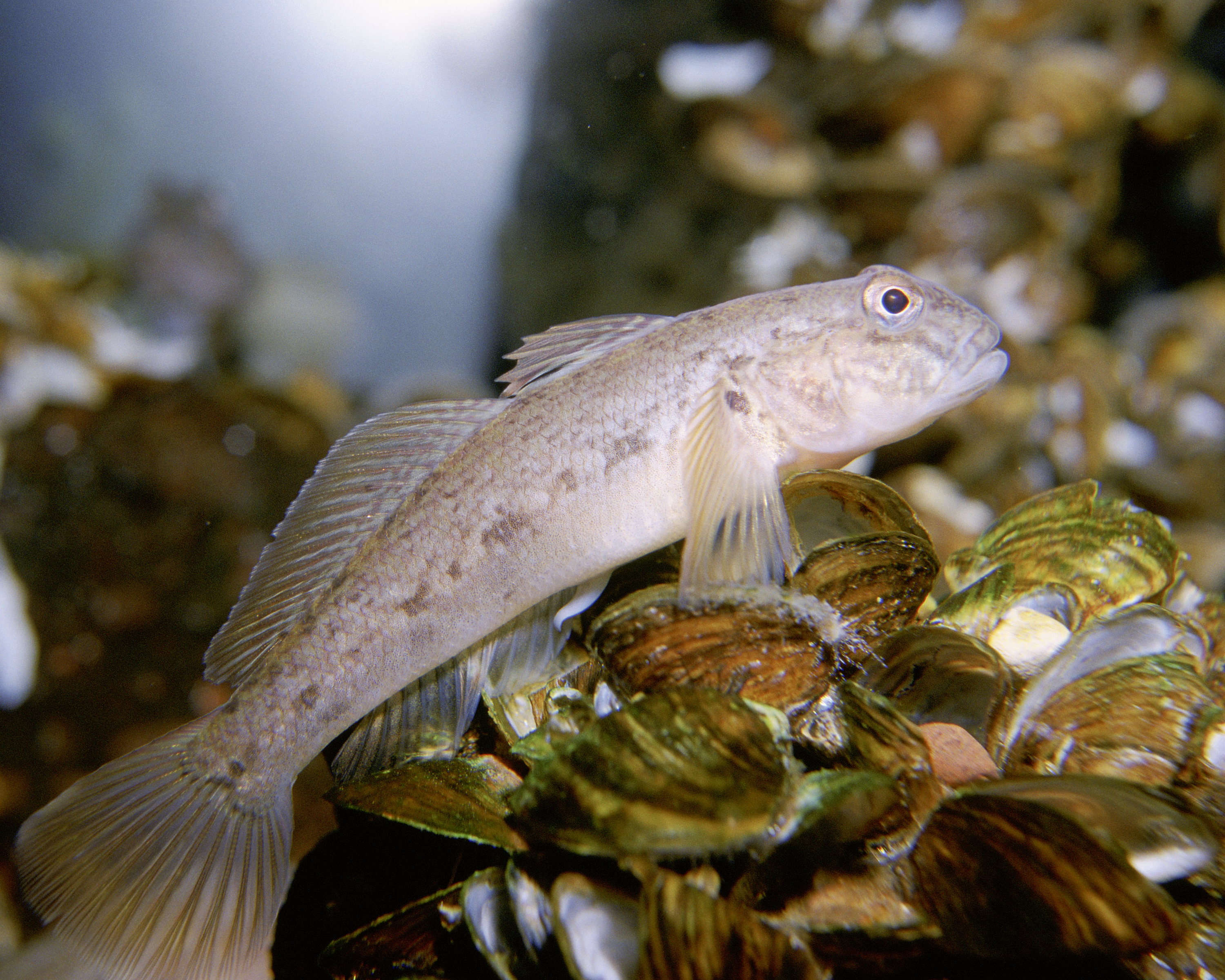
Бычок-кругляк — Neogobius melanostomus

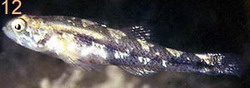
Бычок-бубырь — Knipowitschia caucasica

- Benthophiloides brauneri — Бычок Браунера
- Benthophilus baeri
- Benthophilus casachicus
- Benthophilus ctenolepidus — Шипоголовая пуголовка
- Benthophilus granulosus
- Benthophilus kessleri
- Benthophilus leobergius
- Benthophilus leptocephalus
- Benthophilus leptorhynchus
- Benthophilus macrocephalus
- Benthophilus magistri — Азовская пуголовка
- Benthophilus mahmudbejovi
- Benthophilus ragimovi — Пуголовка Рагимова
- Benthophilus spinosus
- Benthophilus stellatus — Звёздчатая пуголовка
- Benthophilus svetovidovi
- Caspiosoma caspium — Каспиосома
- Hyrcanogobius bergi
- Knipowitschia caucasica — Бычок-бубырь
- Knipowitschia iljini
- Knipowitschia longecaudata — Длиннохвостый бычок Книповича
- Mesogobius nigronotatus
- Mesogobius nonultimus
- Neogobius bathybius
- Neogobius caspius
- Neogobius pallasi
- Neogobius gorlap
- Neogobius gymnotrachelus — Бычок-гонец
- Neogobius melanostomus — Бычок-кругляк
- Neogobius ratan — Бычок-ротан
- Neogobius syrman — Бычок-ширман
- Proterorhinus nasalis — Каспийско-азовский бычок-цуцик
- Proterorhinus semipellucidus — Каспийский бычок-цуцик